# هانت ۲۳۰۴۱
سیارک ۲۳۰۴۱ (به انگلیسی: 23041 Hunt، نامگذاری:1999XL22) بیست و سه هزار و چهل و یکمین سیارک کشف شده‌است، که در ۶ دسامبر ۱۹۹۹ کشف شد.
قدر مطلق سیارک برابر ۱۶.۲ است.